# 빌헬름 요르단

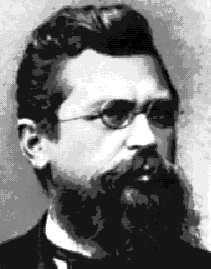
빌헬름 요르단

빌헬름 요르단(Wilhelm Jordan, 1842년 3월 1일 ~ 1899년 4월 17일)은 독일 제국의 측지학자이다. 아프리카 등을 답사했다.
그는 《측지학의 교과서》(Textbook of Geodesy, 1888)의 제3판에서 기존의 가우스 소거법의 수치적 안정성을 높인, 오늘날 가우스 조단 소거법으로 불리는 알고리즘을 제시했다.

## 같이 보기
- LU 분해
- 밴드 행렬

## 참고
- English translation of Handbuch der Vermessungskunde, 8th edition, Vol. 1
- English translation of Handbuch der Vermessungskunde, 8th edition, Vol. 3, 1st half